# Port lotniczy Pangkor
Port lotniczy Pangkor (IATA: PKG, ICAO: WMPA) – port lotniczy położony na wyspie Pangkor, w stanie Perak, w Malezji.